# As Is Now
| Совокупная оценка | Совокупная оценка |
| Источник          | Оценка            |
| ----------------- | ----------------- |
| Metacritic        | 74/100            |
| Оценки критиков   |                   |
| Источник          | Оценка            |
| AllMusic          | [ 2 ]             |
| The Independent   | (not rated)       |
| NME               | [ 4 ]             |
| The Observer      | [ 5 ]             |
| Pitchfork Media   | (7.2/10)          |
| Q                 | [ 7 ]             |

Studio 150  — седьмой студийный альбом британского рок-музыканта Пола Уэллера (бывшего фронтмена рок-групп The Jam и The Style Council), вышедший 11 октября 2005 года на лейбле Yep Roc Records.
Альбом дебютировал на 4 месте в официальном хит-параде Великобритании и получил золотую сертификацию.

## Об альбоме
Альбом получил положительные и умеренные отзывы музыкальных критиков и интернет-изданий.
В агрегаторе Metacritic, устанавливающем в среднем оценку до ста, основанную на профессиональных рецензиях, альбом получил 74 баллов на основе 13 полученных рецензий, что означает «получил в целом положительные отзывы от критиков».
Песня «Come On/Let’s Go» появилась на саундтреке компьютерной игры Pro Evolution Soccer 2010.
В октябре 2005 года он дебютировал на 4 месте в официальном хит-параде Великобритании.

## Список композиций
Слова и музыка всех песен — Пола Уэллера.
| №   | Название                            | Длительность |
| --- | ----------------------------------- | ------------ |
| 1.  | «Blink and You'll Miss It»          | 3:23         |
| 2.  | «Paper Smile»                       | 3:05         |
| 3.  | «Come On / Let's Go»                | 3:16         |
| 4.  | «Here's the Good News»              | 2:57         |
| 5.  | «The Start of Forever»              | 4:55         |
| 6.  | «Pan»                               | 2:26         |
| 7.  | «All on a Misty Morning»            | 4:30         |
| 8.  | «From the Floorboards Up»           | 2:27         |
| 9.  | «I Wanna Make it Alright»           | 3:38         |
| 10. | «Savages»                           | 2:58         |
| 11. | «Fly Little Bird»                   | 3:44         |
| 12. | «Roll Along Summer»                 | 3:39         |
| 13. | «Bring Back the Funk» (Parts 1 & 2) | 7:15         |
| 14. | «The Pebble and the Boy»            | 5:03         |

| №   | Название                                                             | Длительность |
| --- | -------------------------------------------------------------------- | ------------ |
| 15. | «Oranges and Rosewater» (B-side of "From the Floorboards Up" single) | 3:04         |
| 16. | «Shine On» (B-Side of "Come On/Let's Go" single)                     | 4:09         |
| 17. | «Alone» (B-side of "Here’s The Good News" single)                    |              |

## Позиции в чартах
| Чарт (2005)                      | Высшая позиция |
| -------------------------------- | -------------- |
| Великобритания (UK Albums Chart) | 4              |